# Aguililla
Aguililla är en kommunhuvudort i Mexiko.   Den ligger i kommunen Aguililla och delstaten Michoacán de Ocampo, i den södra delen av landet, 400 km väster om huvudstaden Mexico City. Aguililla ligger 923 meter över havet och antalet invånare är 9 422.
Terrängen runt Aguililla är lite bergig. Runt Aguililla är det glesbefolkat, med 12 invånare per kvadratkilometer. Aguililla är det största samhället i trakten. I omgivningarna runt Aguililla växer huvudsakligen savannskog.